# 聖闘士星矢 冥王ハーデス編
『聖闘士星矢 冥王ハーデス編』（セイントセイヤ めいおうハーデスへん）は、車田正美の漫画作品『聖闘士星矢』の最終エピソード「冥王ハーデス編」を題材としたOVA作品。
本項では以下の作品群について解説する。また、その関連作品についても併せて扱う。
- 『聖闘士星矢 冥王ハーデス十二宮編』（セイントセイヤ めいおうハーデスじゅうにきゅうへん）
- 『聖闘士星矢 冥王ハーデス冥界編 前章』（セイントセイヤ めいおうハーデスめいかいへん ぜんしょう）
- 『聖闘士星矢 冥王ハーデス冥界編 後章』（セイントセイヤ めいおうハーデスめいかいへん こうしょう）
- 『聖闘士星矢 冥王ハーデスエリシオン編』（セイントセイヤ めいおうハーデスエリシオンへん）

## 概要
原作は車田正美の漫画作品『聖闘士星矢』。1986年から放送された同作のテレビアニメでは原作の展開にそいつつも、オリジナル要素も盛り込み「海皇ポセイドン編」まで展開したが、原作最終章である「冥王ハーデス編」が残され終了した。そのために、連載終了直後から冥王ハーデス編のオリジナルビデオアニメーション(OVA)化計画が始動し、『聖闘士星矢 完結編』が掲載された1990年の「Vジャンプ」創刊号でOVA化が発表された。しかし、同年末にはイメージアルバム（後述）が先行発売するものの、OVA化計画は一時頓挫する。当時はOVA市場が低迷していたことなどが理由であったが、以後も依然として関係者間でアニメ化を希望する声が根強く、21世紀に入った後『聖闘士星矢』と同じ車田作品である『リングにかけろ2』のヒットや、「聖闘士星矢大全」などの関連書籍の発行が好評を得たことが追い風となって計画が再始動し、2003年よりOVA化が実現することとなった。
OVAシリーズ第1作「十二宮編」では、DVD発売に先駆けてスカイパーフェクTV!で先行放映され、以降のシリーズ展開でもDVDとペイ・パー・ビューでの両面展開が基本となった。
作品コンセプトは、「海皇ポセイドン編」で完結したテレビシリーズの続編ではなく、原作の「冥王ハーデス編」をアニメ化した新シリーズとなった。ストーリー展開も基本的には原作に準じているが、テレビシリーズの設定も極力尊重し、先行放映直前にはテレビシリーズのファンへの配慮として、テレビシリーズの総集編が放映された。この総集編は、DVDでは「十二宮編」第1巻に特典映像として収録されている。
長年にわたり『聖闘士星矢』の劇伴音楽を手掛けてきた横山菁児は今作を最後に同作の劇伴音楽から退いた。なお、本作の音楽には、テレビシリーズや、1990年発売のイメージアルバム収録のBGMも使用されている。「冥界編」以降からは『聖闘士星矢 天界編 序奏〜overture〜』の作中音楽も使用されている。

## 各編解説
※各編のあらすじは、聖闘士星矢#ハーデス編を参照。

### 十二宮編
冥王ハーデス編序盤のエピソードを「十二宮編」としてOVA化。全13話。2002年11月9日からスカイパーフェクTV!で先行放映が行なわれた。翌年の2003年にDVDが発売され、第1巻の初回分のみで3万枚以上を出荷するヒット作となる。DVD全7巻の発売後、総集編として十二宮編のメインキャラクターである黄金聖闘士たちの活躍場面を再編集したDVD『聖闘士星矢 冥王ハーデス十二宮編 よみがえりし黄金聖闘士たちの神話』前編、後編が発売された。
原作との最大の違いは、星矢たちが絡むオリジナルのエピソードが多数用意されたことである。これは原作どおりのストーリーだと主人公の星矢たちがほとんど絡まないため、主人公陣の見せ場も欲しいとの意向によるもの。また、原作で白銀聖闘士がハーデス軍の刺客として登場する構想があったことをもとに、オリジナルエピソードでの星矢たちの戦闘場面の相手として白銀聖闘士が登場する場面も盛り込まれた。このエピソードで監督を務めた山内重保は、劇場版オリジナル作品である『神々の熱き戦い』『真紅の少年伝説』を原作の世界を崩すことなく成立させたとの高い評価を受けて起用された。作品の舞台となる聖域の十二宮は、テレビシリーズよりも原作に近いイメージに設定が改められた。
また最終話では、原作では星矢たちが冥闘士の精鋭であるバレンタインたちを追って冥界へ向かうが、シリーズ最後に大きな闘いがなくてはカタルシスに欠けるとの意見から、バレンタインたちの登場は割愛され、代りにラダマンティスを敵側の象徴とし、星矢たちはラダマンティスに敵わないものの一矢を報い、勝敗不明のまま冥界へ向かうよう物語が変更された。
主要人物の1人・パンドラがハープを演奏する場面では、シリーズディレクターの勝間田具治の娘がハープ演奏で参加している。勝間田の娘がハープ奏者を目指したのはアニメ映画『アンデルセン童話 にんぎょ姫』の影響だといい、その『にんぎょ姫』の原画を本作品のキャラクターデザイン・荒木伸吾が担当していたという、数奇な縁での起用となった。
グラビアアイドルの佐藤江梨子、以前より車田と親交のあったプロレスラーの高山善廣が声優を担当したことも話題を呼んだ。

### 冥界編 前章・後章
「十二宮編」の続編シリーズ第2弾・第3弾、『聖闘士星矢』生誕20周年記念作品でもある。冥王ハーデス編のエピソードのうち、中盤に当たる冥界突入から嘆きの壁破壊までを「冥界編」としてOVA化。一輝が冥界に降り立つまでの「前章」、それ以降の「後章」から構成される。今作より、主役陣6人を含む多くのキャラクターの担当声優が一新されたことも話題となった（後述）。アニマックスPPVプレミアパーフェクト・チョイスで「前章」が2005年12月17日から、「後章」が翌年の2006年12月15日から先行放送され、各章とも先行放映翌年からDVDが発売された。
琴の使い手同士である琴座のオルフェと天獣星スフィンクスのファラオの戦いの場面では、十二宮編に引き続き勝間田具治の娘がハープ演奏で参加した。クライマックスの黄金聖闘士12人全員集結の場面では、アイオロス役の屋良有作が19年ぶりに『聖闘士星矢』への参加となった。この黄金聖闘士たちが星矢たちと再会を果たしつつ、冥界最奥に立ちはだかる嘆きの壁の破壊のために命を散らすまでの会話のやり取りと展開してゆく場面は、全シリーズ中屈指の人気のエピソードとなった。
シリーズ構成を担当した黒田洋介は冥界編について、冥界に堕ちた罪深い人間たちの業や、罪人たちが責苦を受ける地獄の恐ろしさを聖闘士たちの目を通して描くことと、そうした人間たちの弱さを知りつつ強敵に立ち向かっていく星矢たちの活躍を描くことが基本テーマと語っている。

### エリシオン編
シリーズ第4弾完結編として、冥王ハーデス編の最終エピソードを「エリシオン編」としてOVA化。かねてより要望のあった『聖闘士星矢』の原作全編アニメ化で2008年に全6話で発売された。第2話序盤までは、嘆きの壁の撃破直後からパンドラの真実の告白までにかけてのエピソードであり、最終決戦地エリシオンでのエピソードは第2話の中盤以降となる。
発売前には、2008年3月7日からパーフェクト・チョイスで先行放送され、『スーパージャンプ』誌上でも冒頭部分が袋とじのフィルムコミックスとして掲載された。前作「冥界編」に引き続き、星矢達主要キャラクターの声優は二代目の森田成一らが務め物語を完結させた。
クライマックスで重要なアイテムとなる主人公たちの装備品「神聖衣（ゴッドクロス）」は原作では金色だが、白をベースとして各自のパーソナルカラー（紫龍は緑、氷河は水色など）で特徴づけられたカラーリングに改められた。これは、神の聖衣としては高貴かつ絶対感のあるイメージとしては白がふさわしいとの意見があったためであり、また、テレビ版で最強の敵として登場した黄金聖闘士たち、および主人公たちがパワーアップして聖衣の色が変化する演出などですでに金色が用いられているため、主人公の姿を金色で表現するには限界があるとの事情もあった。

## 声優交代の波紋
「十二宮編」では主役級以外の青銅聖闘士と大半の白銀聖闘士、一部の黄金聖闘士の担当声優が変更されたものの、基本的にはテレビアニメ版と同じ声優が起用されていたが、「冥界編」からは星矢役を古谷徹から森田成一へ変更するなど、主役陣6人を含んだ多くのキャラクターの声優が、若手・中堅声優（主に1970年代生まれが中心）へ変更された。
前作「十二宮編」および劇場版『聖闘士星矢 天界編 序奏〜overture〜』において、長いブランクによるオリジナルキャストの声質の変化を感じた原作者の車田は、星矢役の古谷徹を残して、それ以外の声の変化が著しい出演者数名の交代を求めた。しかし、古谷が長年のチームワークを優先し自分だけ残ることを善しとせず拒んだためにやむなく全員交代になったという。
2005年8月10日発売の『スーパージャンプ』誌において新声優が発表になる旨が記載され、その後9月19日に東映公式サイトで声優の交代が正式に発表。しかし、古谷のサイトには、原作者へ向けて誹謗中傷なども多数集まり、ファンとの交流のために定期的に行っていたチャットが中止になるアクシデントも生じた。ファンの間では声優変更撤回の署名運動も起き、この影響は海外にまでおよんだ。こうした抗議の声の高まりに対して、10月23日に原作者側（車田プロ）は変更の理由を公式サイトで告知文を発表するに至っている（マネージャーの実名入り。1ヶ月程度の期間限定での公開）。キャストのみならず、テレビシリーズからアニメ版に関わっていたベテランの製作スタッフも数多く降板しており、DVDの発売元もバンダイビジュアルからエイベックス・マーケティング・コミュニケーションズへと変更されている。DVDの売上も12宮編では万単位で売れたがキャスト変更後は一度も万を超える売上は記録できなかった。
その後のゲームなどのメディア展開では、基本的に変更後の声優が起用されている。2012年から放送されたテレビアニメ『聖闘士星矢Ω』では、「十二宮編」までの声優である古谷や小山茉美が再び起用されており、他のキャラクターでも「冥界編」以降とは異なる声優が起用されるなど、同作独自のキャスティングがされている。

## 声の出演
キャラクターの詳細は各リンク先を参照。
- ペガサス星矢 - 古谷徹（十二宮編）→森田成一[14]（冥界編以降）
- ドラゴン紫龍 - 鈴置洋孝（十二宮編）→櫻井孝宏（冥界編以降）
- キグナス氷河 - 橋本晃一（十二宮編、年少時代：小松由佳）→三浦祥朗（冥界編以降）
- アンドロメダ瞬 - 堀川りょう（十二宮編）→粕谷雄太（冥界編以降、年少時代：遠藤智佳）
- フェニックス一輝 - 堀秀行（十二宮編）→小西克幸（冥界編以降、年少時代：豊嶋真千子）
- 城戸沙織（アテナ） - 潘恵子（十二宮編）→折笠富美子（冥界編以降）
- 牡羊座のムウ - 山崎たくみ
- 牡羊座のシオン - 飛田展男
- 牡牛座のアルデバラン - 玄田哲章
- 双子座のサガ、双子座のカノン - 置鮎龍太郎
- 蟹座のデスマスク - 田中亮一
- 獅子座のアイオリア、ナレーション - 田中秀幸
- 乙女座のシャカ - 三ツ矢雄二
- 天秤座の童虎 - 堀内賢雄（老師：矢田耕司）
- 蠍座のミロ - 関俊彦
- 射手座のアイオロス - 屋良有作
- 山羊座のシュラ - 草尾毅
- 水瓶座のカミュ - 神奈延年
- 魚座のアフロディーテ - 難波圭一
- 蛇遣い星座のシャイナ - 小山茉美（十二宮編）→小松由佳（冥界編以降）
- 鷲星座の魔鈴 - 井上富美子
- 琴座のオルフェ - 神谷浩史
- ユニコーン邪武 - 石川英郎
- ヒドラ市 - 小野坂昌也
- ウルフ那智 - 小嶋一成
- 貴鬼 - 庄司宇芽香
- 春麗 - 佐藤江梨子（十二宮編）→板東愛（エリシオン編）
- ユリティース - 永島由子
- 星華 - 雪野五月
- 天猛星ワイバーンのラダマンティス - 子安武人
- 天雄星ガルーダのアイアコス - 三木眞一郎
- 天貴星グリフォンのミーノス - 遠近孝一
- 天哭星ハーピーのバレンタイン - 竹本英史
- 天捷星バジリスクのシルフィード - 稲田徹
- 天牢星ミノタウロスのゴードン - HIRO(現:高山忠大)
- 天魔星アルラウネのクィーン - 織田優成
- 天間星アケローンのカロン - 斉藤次郎
- 天英星バルロンのルネ - 千葉進歩
- 天獣星スフィンクスのファラオ - 諏訪部順一
- 天罪星リュカオンのフレギアス - 梁田清之
- 雑兵スケルトンのマルキーノ - 龍田直樹
- パンドラ - 坂本真綾
- 眠りを司る神ヒュプノス - 二又一成
- 死を司る神タナトス - 古川登志夫
- 冥王ハーデス - 大塚明夫

## スタッフ
- 原作 - 車田正美
- 企画 - 櫻田博之（十二宮編・冥界編）、鷲田正一（冥界編）、小原康平（エリシオン編）
- 企画協力 - 岡田忠博・森下誠（エリシオン編）
- シリーズ構成 - 横手美智子（十二宮編）、黒田洋介（冥界編・エリシオン編）
- 音楽 - 横山菁児
- 製作担当 - 清水洋一（十二宮編）、松坂一光（冥界編・エリシオン編）
- CGディレクター - 川瀬康大
- デジタル撮影 - 福田岳志
- 美術デザイン - 飯島由樹子（十二宮編）、行信三（十二宮編・冥界編）、秋山健太郎（エリシオン編）
- 色彩設計 - 辻田邦夫
- 音響効果 - 今野康之
- 選曲 - 佐藤恭野
- キャラクターデザイン - 荒木伸吾、姫野美智
- 総作画監督 - 荒木伸吾、姫野美智（冥界編・エリシオン編）
- シリーズディレクター - 山内重保（十二宮編）、勝間田具治（冥界編・エリシオン編）
- 制作 - 東映アニメーション

## 主題歌
オープニングテーマ
「地球ぎ」（十二宮編）
作詞 - 松澤由美 / 作曲 - 松澤由美、高井麗 / 編曲 - Yumimania、西田マサラ / 歌 - まつざわゆみ
「女神の戦士 〜Pegasus Forever〜」（冥界編、エリシオン編）
作詞 - 車田正美、松尾康冶 / 作曲 - Kacky / 編曲 - Kacky、大石憲一郎 / 歌 - Marina del ray

エンディングテーマ
「君と同じ青空」（十二宮編）
作詞 - 松澤由美 / 作曲 - 松澤由美、高井麗 / 編曲 - Yumimania、西田マサラ / 歌 - まつざわゆみ
「託す者へ〜My Dear〜」（冥界編）
作詞 - 車田正美、松尾康冶 / 作曲 - Kacky / 編曲 - 大石憲一郎&Kacky / 歌 - まつざわゆみ
「神の園 〜Del regno〜」（エリシオン編）
作詞 - 車田正美、松尾康冶 / 作曲 - 車田正美、Kacky / 編曲 - 大石憲一郎、Kacky / 歌 - 石橋優子
十二宮編では各話のオープニングとエンディングに初代主題歌の「ペガサス幻想」と「永遠ブルー」が挿入されていた。

## 各話リスト
| 話数 | サブタイトル           | 脚本       | 演出                | 作画監督          | 総作画監督補      | 美術監督 （レイアウト） |
| ---- | ---------------------- | ---------- | ------------------- | ----------------- | ----------------- | ----------------------- |
| 1    | 新たなる聖戦のはじまり | 横手美智子 | 山内重保            | 荒木伸吾 姫野美智 | -                 | -                       |
| 2    | 慟哭の三人             | 横手美智子 | 伊藤尚往            | 井上栄作          | 茅野京子          | -                       |
| 3    | 蠢く者の影             | 横手美智子 | 長峯達也            | 千葉道徳          | 茅野京子          | 飯島由樹子              |
| 4    | 半神の贖罪             | 藤井文弥   | 志水淳児            | 石川晋吾          | 飯島弘也 茅野京子 | 飯島由樹子              |
| 5    | かりそめの再会         | 横手美智子 | 佐々木憲世          | 井上栄作          | 飯島弘也          | 飯島由樹子              |
| 6    | 古の闘士               | 藤井文弥   | 細田雅弘            | 羽山淳一          | 茅野京子          | 飯島由樹子              |
| 7    | 黒き衣の群れ           | 横手美智子 | 伊藤尚往            | 飯島弘也          | -                 | 飯島由樹子 （荒木伸吾） |
| 8    | 逡巡の刻               | 藤井文弥   | 長峯達也            | 本橋秀之          | 茅野京子          | 飯島由樹子              |
| 9    | 矜持の果て             | 藤井文弥   | 山内重保            | 井上栄作          | 飯島弘也          | 飯島由樹子              |
| 10   | 金色の激突             | 藤井文弥   | 細田雅弘            | 羽山淳一          | 茅野京子          | 飯島由樹子              |
| 11   | 震撼の聖域             | 横手美智子 | 長峯達也            | 千葉道徳          | 茅野京子          | 飯島由樹子              |
| 12   | 女神の聖衣             | 藤井文弥   | 佐々木憲世 山内重保 | 茅野京子          | 飯島弘也          | 飯島由樹子 （荒木伸吾） |
| 13   | 決意の朝               | 横手美智子 | 山内重保            | 姫野美智          | -                 | 飯島由樹子 （荒木伸吾） |

| 話数 | サブタイトル           | 脚本     | 演出       | 作画監督 （作画監督補）         | 美術監督 | レイアウト                                     |
| ---- | ---------------------- | -------- | ---------- | ------------------------------- | -------- | ---------------------------------------------- |
| 1    | 渡れ! アケローンの河   | 黒田洋介 | 勝間田具治 | 茅野京子                        | 須和田真 | 荒木伸吾                                       |
| 2    | 静かなる法廷           | 黒田洋介 | 佐々木憲世 | 市川慶一                        | 吉田智子 | 荒木伸吾、市川慶一 增田信博                    |
| 3    | 伝説の聖闘士オルフェ   | 黒田洋介 | 勝間田具治 | 茅野京子                        | 須和田真 | 荒木伸吾                                       |
| 4    | オルフェ 悲しき鎮魂歌  | 黒田洋介 | 信田ユウ   | 市川慶一                        | 渡辺佳人 | 荒木伸吾、市川慶一 增田信博、茅野京子 川村敦子 |
| 5    | ハーデス! 驚愕の憑依   | 黒田洋介 | 勝間田具治 | 茅野京子                        | 渡辺佳人 | 荒木伸吾                                       |
| 6    | 激闘! ジュデッカへの道 | 黒田洋介 | 勝間田具治 | 千葉道徳 （姫野美智、茅野京子） | 渡辺佳人 | 荒木伸吾                                       |

| 話数 | サブタイトル                     | 脚本     | 演出       | 作画監督 | 美術監督   | レイアウト |
| ---- | -------------------------------- | -------- | ---------- | -------- | ---------- | ---------- |
| 1    | 神罰! グレイテスト・エクリップス | 黒田洋介 | 勝間田具治 | 姫野美智 | 秋山健太郎 | 荒木伸吾   |
| 2    | 一輝! 慟哭の拳                   | 黒田洋介 | 勝間田具治 | 茅野京子 | 保坂有美   | 荒木伸吾   |
| 3    | 女神! その命をかけて             | 黒田洋介 | 西沢信孝   | 市川慶一 | 秋山健太郎 | -          |
| 4    | 絶望! 嘆きの壁                   | 黒田洋介 | 佐々木憲世 | 姫野美智 | 秋山健太郎 | 荒木伸吾   |
| 5    | 集結! 黄金聖衣                   | 黒田洋介 | 勝間田具治 | 茅野京子 | 秋山健太郎 | 荒木伸吾   |
| 6    | さらば! 黄金の聖闘士             | 黒田洋介 | 西沢信孝   | 姫野美智 | 秋山健太郎 | 荒木伸吾   |

| 話数 | サブタイトル       | 脚本     | 演出       | 作画監督          | 美術監督 （レイアウト） |
| ---- | ------------------ | -------- | ---------- | ----------------- | ----------------------- |
| 1    | エリシオンへの死闘 | 黒田洋介 | 勝間田具治 | 姫野美智          | 秋山健太郎 （荒木伸吾） |
| 2    | 死と眠りの神々     | 黒田洋介 | 勝間田具治 | 茅野京子          | 秋山健太郎 （荒木伸吾） |
| 3    | 黄金の援軍         | 黒田洋介 | 西沢信孝   | 市川慶一          | 秋山健太郎              |
| 4    | 伝説の神聖衣       | 黒田洋介 | 勝間田具治 | 茅野京子 姫野美智 | 秋山健太郎              |
| 5    | 神話よりの覚醒     | 黒田洋介 | 西沢信孝   | 市川慶一          | 秋山健太郎              |
| 6    | 光あふれる世界へ   | 黒田洋介 | 勝間田具治 | 茅野京子 姫野美智 | 秋山健太郎              |

## ゲーム
PlayStation 2用ゲームソフトとして、OVAの冥王ハーデス十二宮編を基にした対戦格闘アクションが2007年12月20日にバンダイナムコゲームスから発売された。星矢らのメインキャストは、冥界編のキャストに準じるものとなっている。
前作『聖闘士星矢 聖域十二宮編』のゲームシステムを基にした対戦格闘アクションだが、通常の移動が走りに変更されたり、聖闘士スマッシュによる追撃などといった新要素を追加することで、プレイヤーがスピーディーなバトルを楽しめるように配慮されている。
各モードは以下のとおり。
冥王ハーデス十二宮
OVAシリーズ冥王ハーデス十二宮編の物語を体験できるストーリーモードだが、静止画と3Dグラフィックでストーリーが語られ、重要な部分にはムービーが挿入されるなど、前作とは異なった展開が楽しめるように変更された。
千日戦争
前作と同じく、友達やCOM（コンピュータ）の対戦ができる。
聖闘士神話
次々と現れる強敵を倒していくアーケードモード。また、ノーコンティニューで12人目を倒すとライブラ紫龍とアクエリアス氷河が現れる。
永遠の戦場
体力が無くなるまで連続で戦うサバイバルモード。
光速の死闘
12人の敵を倒す時間を競うタイムアタックモード。
星矢の休日
前作と異なりキャラクターに3Dモデリングが閲覧できるようになった。

## イメージアルバム
OVAの（当初の）製作発表があったばかりの1990年12月21日、音楽、ミニ・ドラマ、原作者からのメッセージなどを含む『聖闘士星矢 〜冥王ハーデス篇』（COCC-7089）というCDが先行発売された。ミニ・ドラマの声優はテレビアニメ版と同じで、イメージソングの作曲も松澤浩明、BGMの作・編曲も横山菁児と、テレビアニメ版のスタッフが担当した。また、同アルバム収録のBGMは、本作OVAでも使用されている。
以下は、同アルバムに収録されたイメージソングである。
イメージソング
「Dead or Dead 〜愛さえも棄て〜」
作詞 - そのべかずのり / 作曲 - 松澤浩明 / 編曲 - つのごうじ / 歌 - 影山ヒロノブ
「Shine on 〜永遠の夢〜」
作詞 - そのべかずのり / 作曲・編曲 - つのごうじ / 歌 - 堀江美都子